# Vicente Nieto
Vicente Nieto de las Viñas y García Sánchez de Valencia y González ou Vicente Nieto de las Viñas, ou plus simplement encore (et couramment) Vicente Nieto (Espagne, 1769 – Potosí, 1810), était un militaire et haut fonctionnaire colonial espagnol.
Après une carrière militaire en Europe, il fut muté en 1795 dans le Río de la Plata, où il occupa divers postes dans la haute fonction publique et dans l’armée. À la mi-1809, il fut nommé gouverneur de Montevideo, mais dut, début octobre 1809, prendre la tête d’un corps expéditionnaire chargé de réprimer les révolutions survenues en mai et juin 1809 dans le Haut-Pérou. Ces soulèvements une fois matés, vers la fin de cette même année, il entra en fonction comme président de la Real Audiencia de Charcas et parallèlement comme gouverneur-intendant de Chuquisaca. À l’éclatement de la révolution de Mai en 1810, il refusa de reconnaître les nouvelles autorités, s’opposa militairement aux troupes révolutionnaires dépêchées dans le Haut-Pérou, mais fut capturé et fusillé.

## Biographie

### Ascendances familiales et carrière militaire en Europe
Si l’on sait que Vicente Nieto de las Viñas naquit dans le royaume d’Espagne en 1769, ni son lieu de naissance ni ses origines familiales n’ont pu être établis avec certitude ; sans doute vit-il le jour dans la ville de Salamanque, où son père (homonyme) était conseiller communal vers 1777.
Il mena une longue carrière militaire en Espagne et fut notamment appelé à combattre contre la France en 1791, participant à plusieurs batailles, jusqu’à la signature du traité de Bâle de juillet 1795.

### Postes dans la haute fonction publique en Amérique espagnole
En 1795, Nieto fut muté dans le Haut-Pérou, subdivision (correspondant grosso modo à la Bolivie actuelle) de la vice-royauté du Río de la Plata, en Amérique espagnole. En 1801, il accompagna dans la capitale Buenos Aires le nouveau vice-roi Joaquín del Pino y Rozas lors de la prise de fonction de celui-ci à la tête de la vice-royauté, et fut chargé de diriger la garnison militaire de la ville. À l’arrivée du vice-roi Rafael de Sobremonte, il servit ensuite, sous les ordres de ce dernier, à Montevideo, puis de nouveau à Buenos Aires comme administrateur du monopole du tabac, chef de la police rurale, et inspecteur des forces armées et de la marine. Au début du mandat de Sobremonte, il avait également été nommé gouverneur de Potosí, dans le Haut-Pérou, mais n’alla pas occuper ce poste.
Lors des offensives anglaises contre le Río de la Plata en 1806 et 1807, il apporta son concours, sous le commandement de Jacques de Liniers, à la défense du territoire, en s’engageant dans l’un des régiments de péninsulaires (c’est-à-dire composés d’Espagnols de naissance).

#### Gouverneur intérimaire de Montevideo
De retour en Espagne, il eut derechef à se battre contre les Français, participant notamment à la bataille de Río Seco en 1808. Cette même année, il fut à nouveau envoyé dans le Río de la Plata, pour escorter cette fois le nouveau vice-roi Baltasar Hidalgo de Cisneros. Le 15 juillet 1809, avant que celui-ci ne s’installât à Buenos Aires, il nomma Nieto, à titre intérimaire, gouverneur politique et militaire de Montevideo, fonction ressortissant à l’intendance de Buenos Aires et qu’il sera appelé à remplir jusqu’à décembre de la même année, c’est-à-dire jusqu’au moment où, à l’issue d’une expédition militaire dans le Haut-Pérou menée contre plusieurs révolutions survenues en mai et juin 1809 dans cette partie de la vice-royauté, il prit effectivement possession du poste de gouverneur de Chuquisaca auquel il avait été nommé en septembre.

#### Président de la Real Audiencia de Charcas et gouverneur-intendant de Chuquisaca
En effet, dans le Haut-Pérou avait éclaté, fin mai 1809, la révolution de Chuquisaca, en réaction à laquelle le vice-roi Cisneros nomma, le 30 septembre 1809, le général Nieto président de la Real Audiencia de Charcas, et dans le même temps gouverneur-intendant de Chuquisaca. Nieto, ayant préparé à Buenos Aires une force militaire suffisante, se mit en route pour le Haut-Pérou le 4 octobre et, après avoir  incorporé quelques renforts supplémentaires dans la province de Salta, marcha sur Potosí et entra en fonction aussitôt qu’arrivé dans cette ville, soit le 14 décembre de la même année. 
Il réprima ladite révolution avec vigueur et sévérité, compte tenu en effet qu’elle s’était déjà propagée à Cochabamba et à La Paz. La répression qui s’abattit sur le soulèvement de La Paz toutefois n’était pas son œuvre, mais celle du général José Manuel de Goyeneche, missionné en ce sens par le vice-roi Abascal de la Vice-royauté du Pérou voisine, à quoi du reste celui-ci n’était pas habilité. Alors que Nieto ordonnait des peines de prison, et laissait d’autre part les suspects en liberté, Goyeneche réprima La Paz dans le sang, attaquant la ville, causant des centaines de morts, et prononçant des peines capitales par dizaines.
Les nouvelles de ces événements, arrivées à Buenos Aires, furent mal interprétées : l’on sut pêle-même que Nieto était parti de Montevideo abattre la révolution dans le Haut-Pérou, qu’il s’était acquitté de sa mission, et que de nombreuses peines de mort avaient été prononcées contre les meneurs ; les révolutionnaires portègnes en déduisirent que Nieto était coupable des faits de cruauté dont l’auteur était en réalité Goyeneche. Entre-temps, en 1810, Nieto fut élevé au rang de maréchal de camp.
Ayant appris la nouvelle de la révolution de Mai, survenue à Buenos Aires le 25 mai 1810, il se refusa à reconnaître l’autorité de la Première Junte, gouvernement autonome issu de cette révolution. Il envoya le capitaine de frégate José de Córdoba y Rojas stopper la progression de l’armée du Nord, laquelle avait été dépêchée par les autorités du nouvel État des Provinces-Unies du Río de la Plata pour venir en aide aux provinces du Haut-Pérou restées sous l’emprise des forces loyalistes espagnoles. Córdoba réussit à battre les forces patriotes (indépendantistes) à la bataille de Cotagaita, mais fut totalement vaincu à la bataille de Suipacha le 7 novembre 1810. Le Haut-Pérou tomba alors tout entier aux mains des indépendantistes, attendu que tous les effectifs disponibles, du reste fort peu nombreux, avaient été mis à contribution à Suipacha par les royalistes.
À la suite de la victoire indépendantiste à la bataille d’Aroma, près de la ville d’Oruro, les troupes de Nieto furent prises au piège à Chuquisaca, de sorte que Nieto put être capturé. 
En représailles aux exécutions ordonnées en 1809 par les royalistes à l’encontre des meneurs de la révolution de Chuquisaca et de La Paz, et à l’instigation des membres les plus radicaux de la Première Junte, savoir Mariano Moreno et Juan José Castelli, celle-ci vota la peine capitale contre les dirigeants de la contre-révolution. Castelli, chef politique de l’armée et émissaire de la Première Junte, était porteur du verdict. 
Nieto et ses compagnons royalistes, José de Córdoba y Rojas et Francisco de Paula Sanz, gouverneur de Potosí, furent fusillés le 15 décembre 1810 sur la Grand’Place de Potosí, après qu’ils eurent refusé de faire acte d’obédience à la Junte. L’évêque de La Paz, Remigio de la Santa y Ortega, ainsi que Goyeneche devaient également être passés par les armes, au cas où ils eussent été capturés.